# Anders Torold
Anders Oskar Torold, född 9 februari 1934 i Karlskrona, död 3 maj 1974 i Lund,  var en svensk barn- och ungdomspsykiater, debattör och författare.

## Biografi
Torold, som var son till polismästare Arvid Torold och Greta Roselius, avlade studentexamen i Karlskrona 1953, blev medicine kandidat vid Lunds universitet 1956 och medicine licentiat där 1962. Han var tillförordnad underläkare i Falköping och Kalmar 1961–1962, underläkare på barnpsykiatriska kliniken vid Malmö allmänna sjukhus 1962–1965, tillförordnad biträdande överläkare 1966–1968, tillförordnad underläkare på barnkliniken 1968–1969, blev biträdande överläkare på barnpsykiatriska kliniken där 1969 och överläkare i barn- och ungdomspsykiatri vid Sankt Lars sjukhus ungdomspsykiatriska klinik i Lund 1973. Han var sekreterare i Barn- och ungdomspsykiatriska föreningen från 1968. Han var sedan 1956 gift med medicine licentiat Kristi Agnes Roosti, dotter till professor Nikolai Roosti och hans maka, och hade fyra minderåriga barn.

## BokenMot en kritisk psykiatri
Anders Torold vars kritik av den psykiatriska verksamheten blev välkänd de kommande åren efter publiceringen av hans bok 
Mot en kritisk psykiatri (postumt utgiven 1976) 
Anders Torold avfärdade MBD-diagnosen som ett typexempel på det slags psykiatriska utslagningssystem som uppstår när man
flyttar fokus från problemen i samhället till den enskilde individen och ”behandlar bort” missanpassningen. 
Torold menade att MBD-begreppet fungerade ”repressivt, förtryckande och stigmatiserande" 
| ”                                                 | Det är konflikten mellan tre principer i människans liv och i hennes natur: tankarnas princip, ordens princip och handlingarnas princip. Ursprunget till konflikten mellan mig och mina medmänniskor är att jag inte säger vad jag menar och att jag inte gör det jag säger att jag ska göra. Därigenom förvirras och förgiftas situationen mellan mig och den andre mer och mer och jag är i min inre splittring inte längre i stånd att bemästra den; trots mina illusioner har jag blivit en vanmäktig slav under den. Då finns ingen annan väg än upplevelsen av en vändpunkt. Människan måste finna sig själv, inte det självklara egocentriska ”Jag” utan ett ”Själv” djupt i dig i egenskap av en i världen levande person. Detta går emot allt vad vi är vana vid. | „ |
| – Anders Torold ur Mot en kritisk psykiatri 1976. | |   |

I sitt förord till Mot en kritisk psykiatri skriver Johan Cullberg: "Här i Sverige hade väl bara Anders Torold en bredd och ett djup i beläsenheten som kan mätas med Svein Haugsgjerds. Anders behärskade den aktuella litteraturen från psykodynamisk forskning, biologisk psykiatri och hjärnskadeforskning 
över till den samhällskritiska litteraturen. Därför var han inte någon lätt motståndare i debatter med exempelvis den konservativa psykiatrins företrädare."